# DHL Fastest Pit Stop Award
Im Rahmen des DHL Fastest Pit Stop Award wird seit der Formel-1-Saison 2015 das Team mit den meisten schnellsten Boxenstopps einer Saison ausgezeichnet.

## Geschichte
Ferrari gewann 2015 die erste Ausgabe des DHL Fastest Pit Stop Awards mit sieben schnellsten Boxenstopps, gefolgt von Red Bull Racing und Mercedes mit je vier. Ferrari erzielte die schnellsten Boxenstopps in Malaysia, Spanien, Monaco, Japan, Russland sowie Mexiko. Die schnellste Standzeit betrug 2,2 Sekunden und wurde beim Rennen in Barcelona aufgestellt. Die Preisverleihung erfolgte im Rahmen des Saisonfinales in Abu Dhabi.
2016 setzte sich Williams überlegen durch und gewann den DHL Fastest Pit Stop Award mit Tagessiegen bei 14 der 21 Saisonrennen. Beim Großen Preis von Europa in Baku stellte das britische Team mit einer Boxenstoppzeit von 1,92 Sekunden einen neuen Weltrekord auf. 2019 stellte Red Bull Racing beim Großen Preis von Großbritannien den neuen Weltrekord von 1,91 Sekunden und beim Großen Preis von Brasilien von 1,82 Sekunden auf.
2017 wurde ein neuer Wertungsmodus eingeführt. Wie in der Fahrer- und Konstrukteurs-Weltmeisterschaft wurden für die zehn schnellsten Boxenstopps jedes Rennens Punkte vergeben. Nach 20 Rennen gewann  Mercedes mit 472 Punkten zum ersten Mal den DHL Fastest Pit Stop Award, gefolgt von Williams mit 442 Punkten.

## Gewinner
| Saison | Konstrukteur    | Chassis                   | Stopps/Punkte |
| ------ | --------------- | ------------------------- | ------------- |
| 2015   | Ferrari         | Ferrari SF15-T            | 7 Stopps      |
| 2016   | Williams        | Williams FW38             | 14 Stopps     |
| 2017   | Mercedes        | Mercedes F1 W08 EQ Power+ | 472 Punkte    |
| 2018   | Red Bull Racing | Red Bull Racing RB14      | 466 Punkte    |
| 2019   | Red Bull Racing | Red Bull Racing RB15      | 504 Punkte    |
| 2020   | Red Bull Racing | Red Bull Racing RB16      | 555 Punkte    |
| 2021   | Red Bull Racing | Red Bull Racing RB16B     | 569 Punkte    |